# Bongaigaon
Bongaigaon là một thành phố và là nơi đặt ban đô thị (municipal board) của quận Bongaigaon thuộc bang Assam, Ấn Độ.

## Địa lý
Bongaigaon có vị trí 26°28′B 90°34′Đ / 26,47°B 90,57°Đ Nó có độ cao trung bình là 54 mét (177 foot).

## Nhân khẩu
Theo điều tra dân số năm 2001 của Ấn Độ, Bongaigaon có dân số 60.550 người. Phái nam chiếm 52% tổng số dân và phái nữ chiếm 48%. Bongaigaon có tỷ lệ 76% biết đọc biết viết, cao hơn tỷ lệ trung bình toàn quốc là 59,5%: tỷ lệ cho phái nam là 81%, và tỷ lệ cho phái nữ là 70%. Tại Bongaigaon, 11% dân số nhỏ hơn 6 tuổi.